# Józef Weinberger
Józef Weinberger (ur. 1 marca 1861 w Krakowie, zm. 26 lutego 1936 tamże) – polski architekt żydowskiego pochodzenia, działający w Krakowie.

## Życiorys
Syn Markusa Feiwla i Ester Kalischer. Pobierał nauki w cesarsko-królewskim Instytucie Techniczno-Przemysłowym. Praktykował w Krakowie u Jacka Matusińskiego. W 1889 uzyskał koncesję budowniczego. Miał też uprawnienia biegłego sądowego w zakresie budownictwa. Realizował zamówienia przede wszystkim dla żydowskich mieszkańców Krakowa. Współpracował m.in. z Łazarzem Rockiem. Od 1892 należał do Stowarzyszenia Humanitarnego „Solidarność” B’nei B’rith. W 1911 był jego prezesem, a w 1917 i 1918 wiceprezesem. Należał też m.in. do Krakowskiego Towarzystwa Technicznego i charytatywnego Stowarzyszenia Nadzieja. Został pochowany na cmentarzu przy ul. Miodowej.

## Dzieła
- 1893: kamienica przy ulicy Topolowej 36 w Krakowie
- 1898–1901: budynek Stowarzyszenia Opieki nad Starcami „Asyfas Skeinim” w Krakowie
- 1912–1913: kamienica przy ulicy Dwernickiego 4 w Krakowie
- 1927–1928: budynek rytualnej rzeźni drobiu w obrębie hali targowej na placu Nowym 11 w Krakowie
- 1928–1930: kamienica przy ulicy Koletek 21 w Krakowie
- 1928–1930: kamienica przy ulicy Smoczej 8 w Krakowie